# ساعت خبری پی‌بی‌اس
ساعت خبری با جیم لهرر (به انگلیسی: The NewsHour with Jim Lehrer) نام برنامه تلویزیونی شبانگاهی آمریکایی با مجری‌گری جیم لهرر است.
این برنامه از ۲۰ سپتامبر ۱۹۷۵ تاکنون از شبکهٔ پی بی اس پخش می‌شود.

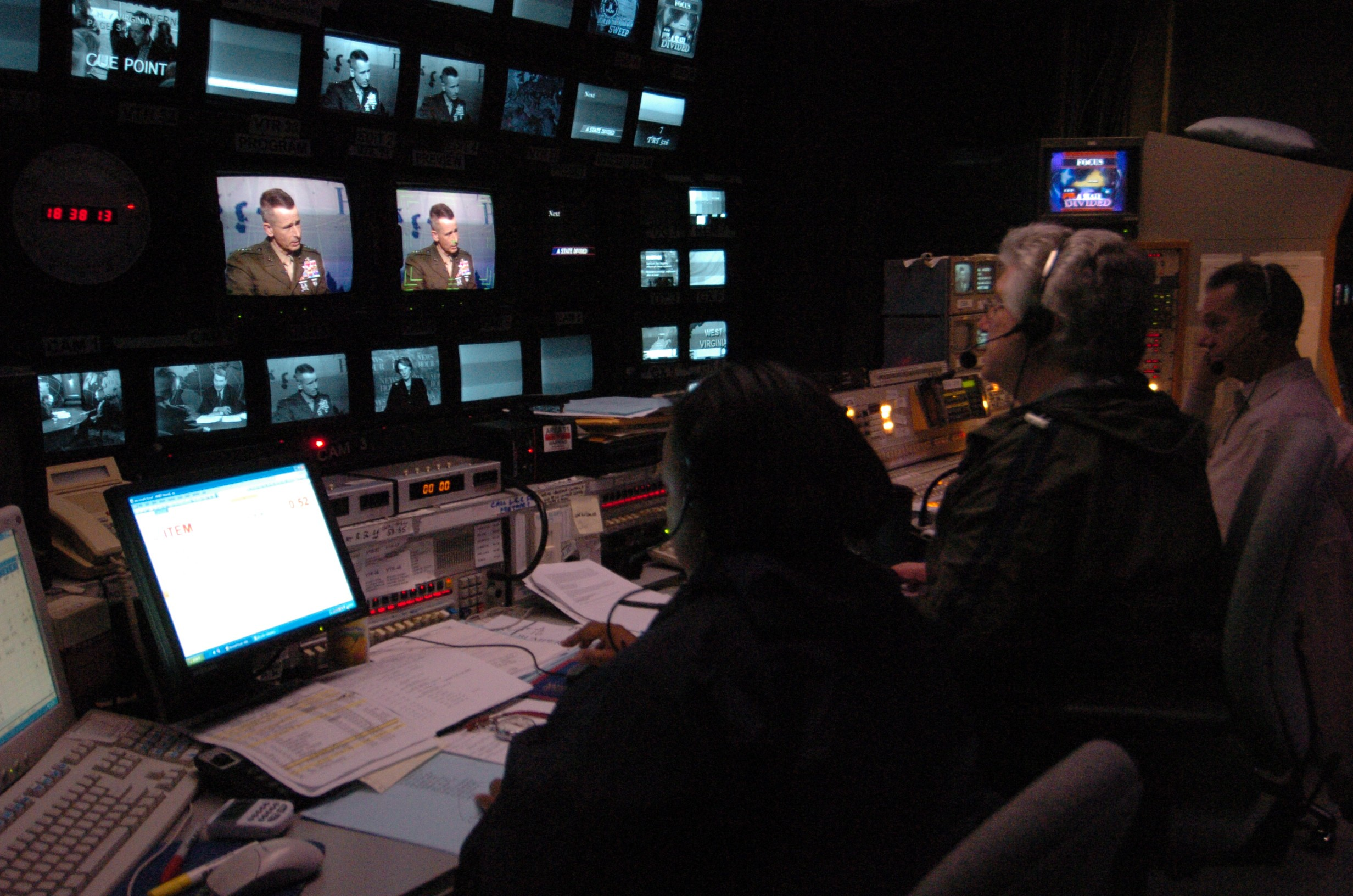
اتاق فرمان استودیوی «ساعت خبری با جیم لهرر»